# 赫氏軟梳䲁
赫氏軟梳䲁（學名：Malacoctenus hubbsi），為輻鰭魚綱䲁形目脂䲁科軟梳䲁屬的一個種，種名是為了紀念美國魚類學家克拉克·哈布斯（1921-2008），分布於中東太平洋加利福尼亞灣至下加利福尼亞半島東南部海域，深度1至5公尺，本魚頭部細長，吻尖，頸背有一對緊密排列的多分支觸鬚，眼上方有一根分支觸鬚，口頂兩側無齒，背鰭棘與鰭條之間有缺口，側線鱗 54-56片，雄魚上半身呈淺綠色，下半身呈紅色或粉紅色，體側有5-6條不規則形狀的深褐色橫帶，下部有窄條紋；雌魚與雄魚相似，但腹部無紅色或粉紅色，背鰭和尾鰭有斑點，背鰭硬棘20枚、背鰭軟條11枚、臀鰭硬棘2枚、臀鰭軟條19-21枚，體長可達9公分，棲息在水淺的岩石區，以小型無脊椎動物為食，生活習性不明。